# Liste von Mitgliedern des KStV Askania-Burgundia Berlin
Diese Liste von Mitgliedern des KStV Askania-Burgundia Berlin führt bekannte Mitglieder des KStV Askania-Burgundia Berlin auf.

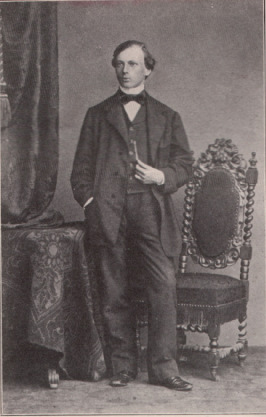
Georg Graf von Hertling als Student

## Liste
- Clemens Adams (1864–1941), Landesrat, Generaldirektor der Provinzial-Feuerversicherungs-Anstalt der Rheinprovinz
- August Adenauer (1872–1952), Rechtsanwalt, Justizrat und Honorarprofessor in Köln
- Konrad Adenauer (1876–1967), Bundeskanzler der Bundesrepublik Deutschland, Bundesminister des Auswärtigen, Vorsitzender des Parlamentarischen Rates, Präsident des Preußischen Staatsrats
- Wilhelm Albermann (1835–1913), Bildhauer
- Franz von Arenberg (1849–1907), Reichstagsabgeordneter
- Johannes Maria Assmann (1833–1903), Weihbischof, Propst an St. Hedwig in Berlin, Militärseelsorger
- Matthias Aulike (1807–1865), Ministerialdirektor, Abgeordneter in der Frankfurter Nationalversammlung und Mitglied im preußischen Staatsrat
- Karl Bachem (1858–1945), Politiker (Zentrum), Reichstagsabgeordneter, Mitbegründer des BGB
- Karl Bender (1880–1970), Oberbürgermeister von Freiburg im Breisgau
- Josef Beyerle (1881–1963), stellvertretender Ministerpräsident von Württemberg-Baden, Teilnehmer des Verfassungskonvents von Herrenchiemsee, Justiz- und Wirtschaftsminister in Württemberg
- Josef Bohnenkamp (1905–1982), Rechtsanwalt und Politiker
- Franz Breisig (1868–1934), Professor für Mathematik
- Götz Briefs (1889–1974), Professor für Wirtschaft- und Sozialpolitik
- Wilhelm Brockhoff (1886–1966), Politiker
- Anton Paul Brüning (1881–1944), Bankdirektor
- Heinrich Brüning (1885–1970), Reichskanzler, Mitglied des Reichstags, Mitglied des Preußischen Landtags
- Alfred Bund (1882–1975), Finanzwissenschaftler
- Fritz Burgbacher (1900–1978), Politiker (CDU) und Energiewirtschaftler
- Elwin Bruno Christoffel (1829–1900), Mathematiker
- Josef Cüppers (1879–1953), Rechtsanwalt
- Peter Cremerius (1893–1959), Landrat und Ministerialrat
- Wilhelm Daniels (1903–1977), Oberbürgermeister von Bonn
- Josef Deitmer (1865–1929), Weihbischof in Breslau
- Joseph Deutsch (1885–1966), Bibliothekar
- Julius Döpfner (1913–1976), Kardinal, Erzbischof von München, Bischof von Berlin und Würzburg
- Engelbert Drerup (1871–1942), Professor für Klassische Philologie
- Erich Emminger (1880–1951), Justizminister, Mitglied des Reichstags, Senatspräsident des Oberlandesgericht München
- Otmar Emminger (1911–1986), Vizepräsident der Deutschen Bundesbank
- Clemens Fahle (1856–1933), Justizrat, Rechtsanwalt und Reichstagsabgeordneter
- Wilhelm Farwick (1863–1941), Mitglied des Preußischen Herrenhauses, Mitglied des Preußischen Landtags, Oberbürgermeister von Aachen
- Michael F. Feldkamp (1962), Historiker und Kirchenhistoriker in Berlin
- Karl Gustav Fellerer (1902–1984), Musikwissenschaftler
- Contardo Ferrini (1859–1902), seliggesprochener Rechtswissenschaftsprofessor
- Heinrich Jacob Feuerborn (1883–1979), Zoologe
- Heinrich Frings (1885–1946), Landgerichtsdirektor und Reichsgerichtsrat
- Adolf Fritzen (1838–1919), Bischof von Straßburg
- Johannes Fuchs (1874–1956), Oberpräsident der Rheinprovinz, Reichsminister für die besetzten Gebiete
- Max Geisberg (1875–1943), Kunsthistoriker
- Andreas von Grand-Ry (1837–1903), Mitglied des Reichstags, Mitglied des Preußischen Abgeordnetenhauses, Mitglied des Rheinischen Provinziallandtags
- Hermann Ritter von Grauert (1850–1924), Professor der Geschichte in München, Präsident der Görres-Gesellschaft, Historiker
- Erwin Grochla (1921–1986), Ordinarius für Betriebswirtschaftslehre
- Walter Hagemann (1900–1964), Journalist und Publizistikwissenschaftler
- Clemens Freiherr von Herremann von Zuydwyk (1832–1903), Mitglied des Reichstags, zweiter Vizepräsident des Preußischen Abgeordnetenhauses, Mitbegründer der Zentrumsfraktion
- Johannes Henry (1876–1958), Mitglied des Reichstags
- Georg Graf von Hertling (1843–1919), Reichskanzler und preußischer Ministerpräsident, bayerischer Staatsminister des Königlichen Hauses, Reichsrat der Krone Bayers
- Paul Hilbig (1901–1981), Rektor der Technischen Universität Berlin
- Philipp Hille (1862–1915), Theologieprofessor und Reichstagsabgeordneter
- Theodor Hillenhinrichs (1901–1990), Politiker und Landtagsabgeordneter (CDU)
- Franz Hitze (1851–1921), katholischer Theologe und Politiker der Zentrumspartei
- Paul Hofmeister (1875–1957), Oberamtmann
- Alois Holtmeyer (1872–1931), Architekt
- Johannes Horion (1876–1933), Landeshauptmann der Rheinprovinz
- Hermann Hüffer (1830–1905), Historiker, Mitglied des preußischen Abgeordnetenhauses und des Norddeutschen Reichstags
- Johannes Janssen (1829–1891), katholischer Priester und Historiker
- Max Jüngling (1903–1963), Jurist und Politiker (CSU)
- Franz Wilhelm Kampschulte (1831–1872), Historiker
- Friedrich von Kehler (1820–1901), Mitglied des Reichstags, Mitglied im Preußischen Abgeordnetenhaus
- Heinrich Kemper (1902–1969), Zoologe
- Kurt Georg Kiesinger (1904–1988), Bundeskanzler der Bundesrepublik Deutschland, Ministerpräsident von Baden-Württemberg, Vizepräsident der Beratenden Versammlung des Europarates
- Wilhelm Killing (1847–1923), Mathematiker
- Florian Klöckner (1868–1947), Industrieller und Politiker
- Josef Klövekorn (1882–1978), Hochschullehrer für Musik und Direktor der Pädagogischen Akademie Bonn
- Leopold Kny (1841–1916), Professor für Allgemeine Botanik in Berlin, Mitbegründer der Deutschen Botanischen Gesellschaft, Gründer des Deutschen Pflanzenphysiologischen Instituts in Berlin, Botaniker
- Wilhelm Krausneck (1875–1927), Staatsminister der Finanzen (Bayern) 1920–1927; mitbeteiligt am Konkordat zwischen dem Heiligen Stuhl und dem Freistaat Bayern
- Ludwig Krug (1869–1943), Reichsgerichtsrat
- Wilhelm van Laak (1881–1956), Arzt und Politiker
- Aloys Lammers (1877–1966), Jurist, Verwaltungsbeamter, Politiker(Zentrum und CDU) und erster Präsident der Katholischen Deutschen Akademikerschaft -KDA-
- Clemens Lammers (1882–1957), Verbandsfunktionär, Politiker, Industrie- und Kartelllobbyist
- Egbert Lammers (1908–1996), Maler und Glasmaler
- Johann Leicht (1868–1940), Politiker (Zentrum, BVP)
- Georg Lill (1883–1951), Kunsthistoriker
- Karl August Lossen (1841–1893), Geologe
- Albert Ludorff (1848–1915), Architekt und Denkmalpfleger
- Leopold Magon (1887–1968), Philologieprofessor und Direktor des Instituts für Theaterwissenschaften an der Humboldt-Universität

- Meinulf von Mallinckrodt (1861–1947), Landrat
- Wilhelm Marx (1863–1946), Reichskanzler, Preußischer Ministerpräsident, Reichsminister der Justiz
- Albert Mooren (1828–1899), Augenarzt, Geheimer Medizinalrat und Direktor der städtischen Augenklinik Düsseldorf
- Karl Mosler (1872–1946), Landgerichtspräsident
- Christoph Moufang (1817–1890), katholischer Theologe und Politiker
- Hermann Muckermann (1877–1962), Biologe, Eugeniker und Jesuit
- Aloysius Muench (1889–1962), Kardinal, Apostolischer Nuntius in der Bundesrepublik Deutschland
- Eduard Müller (1818–1895), Mitglied des Reichstags, katholischer Theologe
- Gebhard Müller (1900–1990), Ministerpräsident von Baden-Württemberg und Präsident des Bundesverfassungsgerichts
- Fritz Neuenzeit (1892–1970), Arzt
- Heinrich Nordhoff (1899–1968), Vorstandsvorsitzender des Volkswagen-Konzerns
- Johannes Nordhoff (1870–1950), (Vater von Heinrich N.), Generaldirektor der Berlinischen-Feuer-Versicherungs-Anstalt
- Ignaz von Olfers (1793–1872), Generaldirektor der Königlichen Museen zu Berlin, Naturwissenschaftler und Diplomat
- Joseph Oppenhoff (1868–1958), Präsident des Landgerichts Aachen
- Ernst Overhues (1877–1972), Oberbürgermeister von Düren
- Eugenio Pacelli (1876–1958), Papst mit Namen Pius XII., Apostolischer Nuntius beim Deutschen Reich, Kardinalstaatssekretär
- Ludwig v. Pastor, Freiherr von Camperfelden (1854–1928), Historiograph der Päpste und österreichischer Diplomat
- Leopold Pelldram (1811–1867), Bischof von Trier
- Ludwig Pelzer (1835–1915), Oberbürgermeister von Aachen und preußischer Parlamentarier
- Maximilian Pfeiffer (1875–1926), Gesandter des Deutschen Reiches in Wien, Mitglied des Reichstags, Generalsekretär der Zentrumspartei
- Peter Pfeiffer (1895–1978), Direktor des Goethe-Instituts, Diplomat
- Felix Porsch (1853–1930), Geheimer Justizrat, Vizepräsident des Preußischen Landtages
- Erich Pritsch (1887–1961), Jurist
- Hermann Pünder (1888–1976), Mitglied des Deutschen Bundestages, Oberbürgermeister von Köln, Staatssekretär und Chef der Reichskanzlei
- Ludwig von Pufendorf (1942), Politiker, Rechtsanwalt und Staatssekretär
- Georg Räderscheidt (1883–1974), Pädagoge und Hochschullehrer
- Boguslaw Fürst von Radziwill (1809–1873), preußischer Generalmajor, erbliches Mitglied des preußischen Herrenhauses, Majoratsherr von Przygodzice
- Ferdinand Fürst von Radziwill (1834–1926), Mitglied des Reichstags, erbliches Mitglied des preußischen Herrenhauses, Majoratsherr von Przygodzice
- Jakob Rauch (1881–1956), katholischer Geistlicher
- Wilhelm Rave (1886–1958), Architekt und Denkmalpfleger
- August Reichensperger (1808–1895), Jurist und Politiker, Gründungsmitglied des Kölner Zentral-Dombauvereins
- Otto Rettenmaier (1926–2020), Unternehmer
- Gerd Ritgen (1910–1998), Mitglied des Deutschen Bundestages, Landwirt
- Karl Schabik (1882–1945), Architekt, Stadtplaner und Baubeamter
- Clemens Schaefer (1878–1968), Physiker, Professor in Breslau und Köln
- Michael Schmaus (1897–1993), katholischer Theologe und Dogmatiker
- Herman Schmitz (1873–1952), Reichsgerichtsrat
- Theodor Schneemann (1873–1958), Landrat und Landtagsabgeordneter
- Arnold Scholz (1904–1942), Mathematiker
- Burghard Freiherr von Schorlemer-Alst (1825–1895), Politiker, Begründer des westfälischen Bauernvereins
- Johann Friedrich von Schulte (1827–1914), Professor für Kirchenrecht und altkatholische Theologie in Bonn
- Wilhelm Schuppe (1836–1913), Philosoph, Begründer der Immanenzphilosophie
- Leopold Schweitzer (1871–1937), Architekt
- Georg Siemens (1882–1977), Ingenieur und Schriftsteller
- Edmund Sinn (1902–1978), Mitglied des Deutschen Bundestages, Jurist, Unternehmer
- Adolf Sonnenschein (1886–1965), Verwaltungsjurist und Regierungspräsident
- Carl Sonnenschein (1876–1929), Gründer des Kreises katholischer Künstler, Arbeiterpriester
- Martin Spahn (1875–1945), Historiker, Politiker, Publizist
- Peter Spahn (1846–1925), Mitglied des Reichstags, preußischer Justizminister
- Friedrich Spennrath (1888–1959), Regierungsbeamter und Manager
- Jakob Strieder (1877–1936), Professor der Wirtschaftsgeschichte
- Wilhelm Sunder-Plaßmann (1866–1950), Architekt
- Heinrich Többen (1880–1951), Rechtsmediziner, forensischer Psychiater und Hochschullehrer
- Friedrich Wilhelm Weber (1813–1894), Arzt, Politiker, Dichter
- August Wegmann (1888–1976), Jurist und Politiker
- Joseph Werr (1874–1945), Jurist und Reichstagsabgeordneter
- Wilhelm Weskamm (1891–1956), Bischof von Berlin, Vorsitzender der Ostdeutschen Bischofskonferenz, Weihbischof in Paderborn, Propst an St. Sebastian in Magdeburg
- Eduard Wessel (1883–1944), preußischer Verwaltungsbeamter und Landrat
- Bernard Wielers (1897–1957), Architekt
- Rudolf Wildermann (1864–1926), Staatssekretär, Domkapitular in Münster, Politiker
- Ludwig Windthorst (1812–1891), Mitglied des Reichstags, Mitglied des Preußischen Abgeordnetenhauses, Mitglied des Provinziallandtags Hannover